# 화폐와 금융
화폐와 금융(貨幣- 金融)에 대해 설명한다.

## 내용
오늘날 각국은 통화제도에 있어서 통화공급량을 금(金) 준비에 따라 자동적으로 증감시키는 금본위제도가 아니라 금 준비와 관계없이 통화당국의 정책적 재량에 의하여 통화량을 조절하는 관리통화제도를 채택하고 있다. 이러한 관리통화제도 하에서는 통화당국인 중앙은행의 발권력(發券力)과 각 금융기구의 신용을 통하여 공급이 조절된다. 즉 일차적으로 중앙은행이 재정금융, 외환사정에 따라 본원통화(本源通貨)를 기초로 하여 요구불(要求拂)예금 형태의 파생적 통화를 창출함으로써 일국의 통화량 규모가 결정된다. 물론 여기서 통화를 창출하는 금융기구는 요구불 예금을 수입하는 은행기구이며, 이들은 통화의 공급을 매개함으로써 화폐의 순환을 원활하게 하기도 한다.
국민경제의 전체적인 입장에서 볼 때 저축과 투자는 사후적(事後的)으로 항등관계(恒等關係)에 있지만 부문별로는 투자가 저축을 초과하는 적자부문(자금부족 부문)과 저축이 투자를 초과하는 흑자부문(자금잉여 부문)이 나타나게 된다. 통상적으로 기업은 투자주체로서 적자부문이며 가계는 저축주체로서 흑자부문이다. 이러한 적자부문의 자금부족과 흑자부문의 자금잉여를 효율적으로 매개해 주는 것이 금융시장이다. 이와 같이 금융시장을 매개로 한 자금의 순환을 통하여 투자가 확대되고 경제가 발전하는 것이 현대 화폐신용경제의 특징이다. 
화폐에 관한 이론적 체계는 크게 두 갈래로 구분할 수 있다. 하나는 중농학파와 고전파로 이어지는 화폐베일(veil)관이며, 하나는 중상주의(重商主義)의 정책에서 케인스로 이어지는 화폐의 실물경제에 대한 적극적인 역할에 기본입장을 두고 있는 화폐적 경제이론이다.
화폐베일관에 의하면 화폐 자체는 경제실태의 배후에서 단순히 매개적인 역할만 할 뿐이고 재화의 생산, 소비 및 상대가격 형성에 대하여 독립적인 영향을 주지 못한다. 한편 케인스는 1930년대의 불황극복을 위한 부가적 화폐창조의 필요성을 인식하고 화폐의 매개적 역할만을 인정한 화폐베일관과는 달리 화폐의 가치저장 수단으로서의 역할을 중시하여, 화폐적 국면에 치중한 거시적이고 단기적인 경제순환분석을 하게 되었다. 이에 따라 오늘날에 와서는 화폐의 양과 흐름이 실질소득이나 생산량, 고용과 물가수준, 소득의 부의 분배 등 기본적인 경제현상에 주요한 영향을 미친다는 국민경제의 화폐적 이론을 수립하였다. 화폐가치는 재화나 용역에 대한 화폐의 구매력으로 표시되며 물가는 이러한 화폐가치의 역수(逆數)라고 할 수 있다.
물가의 변동에 관한 전통적 이론은 화폐수량설인데, 이에 의하면 다른 사정이 변화하지 않는 한 물가수준은 화폐수량에 의하여 결정된다는 것이다. 즉 피셔(I. Fisher)의 교환방정식에서 화폐의 유통속도와 거래량이 일정하다면 물가와 화폐수량은 비례적인 변화를 한다는 것이다. 그러나 화폐수량과 물가의 비례성을 주장하는 이러한 전통적 화폐수량설은 그에 부가된 가설의 비현실성 때문에 많은 비판을 받았다. 오늘날 화폐수량설은 넓은 뜻으로 해석하여 화폐수량과 물가 사이의 밀접한 관계를 인정하는 물가이론으로 발전하였다. 그러나 경제사회가 복잡해짐에 따라 물가의 변동은 화폐수량뿐 아니라 요소비용상승, 독점자본에 의한 관리가격, 산업구조 등 여러 가지 복합요인이 미치는 영향도 중요하다고 오늘날에는 이해되고 있다.
시장기구를 기초로 하는 경제체제에 있어 재정정책과 함께 중심적인 경제수단을 이루고 있는 금융정책은 화폐와 신용의 공급조정 내지 통제를 통하여 국민경제의 안정적 성장, 즉 통화가치의 안정, 경기조정, 국제수지의 안정을 통한 경제성장을 목적으로 한다. 한편 이러한 정책목적을 수행하기 위하여 정책당국이 채택하는 정책수단은 양적 수단과 질적 수단으로 대별할 수 있다. 양적 정책수단은 자금의 용도에는 관계없이 전체 공급량만을 일률적으로 조정하는 일반적 통제를 특징으로 하며 총체적 효과를 목적으로 한다. 이에 비해 질적 정책수단은 자금용도에 대한 선별적 통제를 통하여 미시적 효과를 목적으로 한다.
양적 수단에 의해 일반적 자금량을 조정하는 수단으로는 
1. 중앙은행의 공정할인률을 조정함으로써 시중 금리를 변동시키는 금리정책
2. 금융시장에서 중앙은행 보유의 유가증권 매매를 통한 공개시장정책
3. 상업은행이 보유해야 할 최저지불 준비율을 변경시켜 신용창조능력을 변동시키는 법정지불 준비율조작

세 가지가 있다. 한편 선별적 수단으로는 증거금률의 변경을 통한 증권금융 규제 등이 있으며, 이 밖에도 양적 통제수단을 변형하여 질적 효과를 노리는 여러 가지 형태의 질적 통제수단이 있다.